# Bohdan Chmielnicki

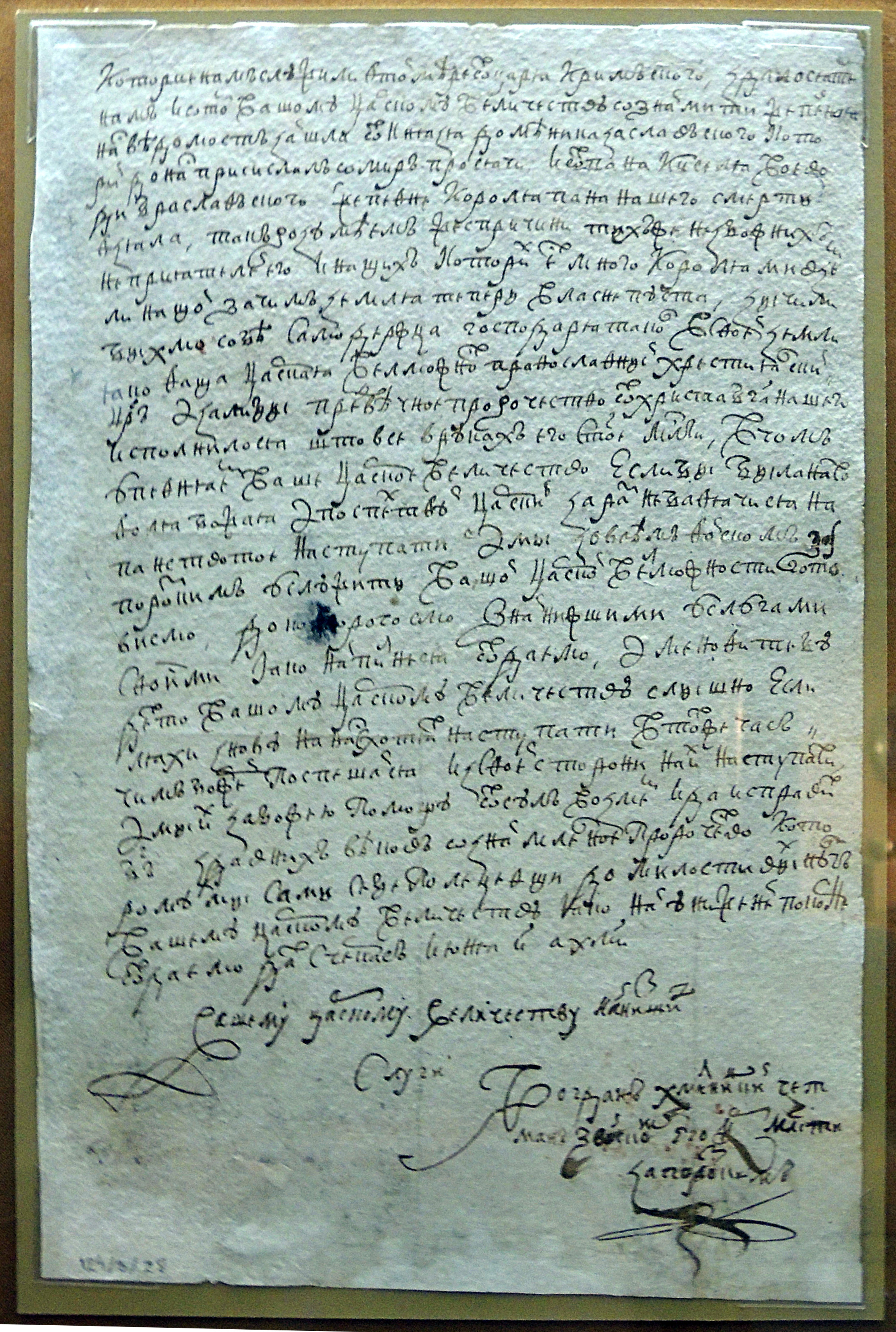
List hetmana Bohdana Chmielnickiego do cara Aleksieja Michajłowicza, w którym donosi o zwycięstwie nad Polakami i przedkłada prośbę kozaków zaporoskich o poddanie się Carstwu Rosyjskiemu (Czerkasy, 8 czerwca 1648)

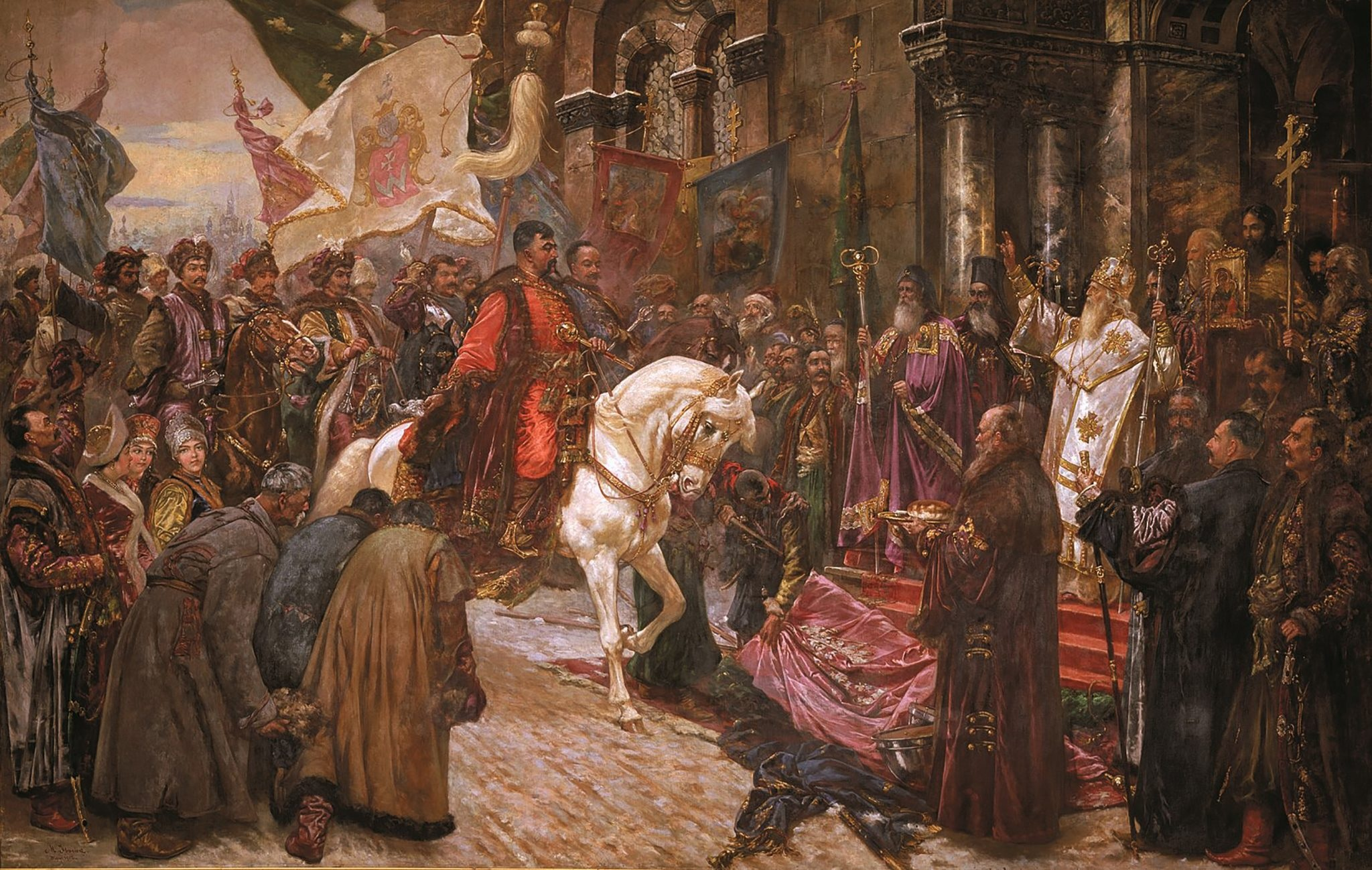
Wjazd Chmielnickiego do Kijowa

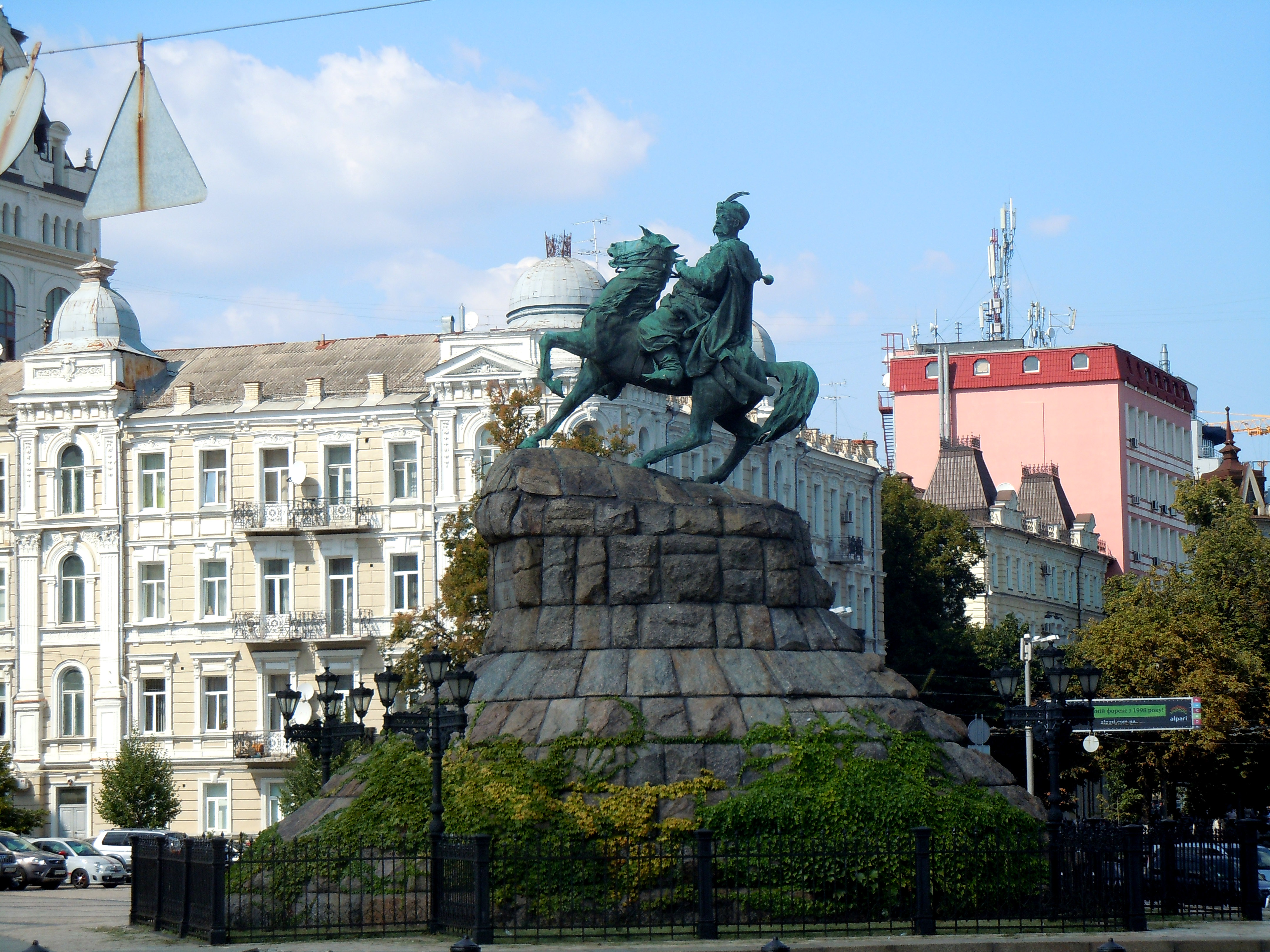
Pomnik Bohdana Chmielnickiego w Kijowie

Bohdan Zenobi Chmielnicki (ruski: Зѣновій Богдан Хмелніцкій, ukr. Богдан Зиновій Хмельницький, Bohdan Zynovij Chmelnyckyj; ur. 27 grudnia 1595 najprawdopodobniej w Czehryniu, zm. 6 sierpnia 1657 tamże) – hetman zaporoski, przywódca powstania kozackiego przeciwko Rzeczypospolitej w latach 1648–1657, bohater narodowy Ukrainy.

## Życiorys

### Młodość
Urodził się prawdopodobnie i zmarł w Czehryniu, jako syn Michała, podstarościego czehryńskiego. Łatwiejsza do ustalenia od miejsca jest data roczna urodzenia: w roku 1649 przybył na Ukrainę naddnieprzańską poseł wenecki Nicolo Sagredo. W swym raporcie dla signorii podał, że Chmielnicki miał 54 lata.

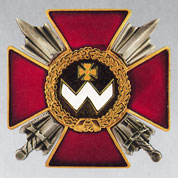
Ukraiński Order Bohdana Chmielnickiego II klasy z herbem Abdank

Kwestia szlachectwa Bohdana jest dyskusyjna – chociaż pieczętował się herbem Abdank – bądź też jego dziad był banitą pozbawionym szlachectwa. Z jednej strony dowodem „niskiego pochodzenia” Bohdana Chmielnickiego mogłaby być Konstytucja Sejmu Ekstraordynaryjnego z 1659, gdzie w punkcie 11. zawarta została uchwała mówiąca:
„...Jerzego Chmielnickiego, potomka Bohdana Chmielnickiego hetmana zaporoskiego, w protekcyją naszą bierzemy, a chcąc go przychęcić do dzieł rycerskich tudzież naszey y Rzpltey usługi, kleynot szlachectwa polskiego onemu konferuiemy”.
Z drugiej strony trudno przypuścić powierzenie Michałowi Chmielnickiemu (ojcu Bohdana) urzędu podstarościego czehryńskiego (był to urząd szlachecki) przez Jana Daniłowicza (wówczas starostę korsuńskiego), gdyby nie był on szlachcicem (a z pewnością nie mógł być banitą, gdyż jako podstarości sprawował władzę sądowniczą i był przewodniczącym sądu grodzkiego). Obaj Chmielniccy służyli u boku Stanisława Żółkiewskiego.
Chmielnicki uczył się w kolegium jezuitów we Lwowie, założonym przez hetmana Stanisława Żółkiewskiego w 1608 roku, gdzie ukończył klasy gramatyki, poetyki i retoryki. Naukom tym zawdzięczał swoją znajomość w mowie i w piśmie polskiego i łaciny. Stopień tej znajomości także pozostaje w literaturze przedmiotu dyskusyjny. Mimo pobytu w kolegium jezuickim zachował prawosławie. Według pewnych niesprawdzonych przekazów kształcił się również w Krakowie, ale nie ma na ten temat żadnych bliższych danych.
Następny znany i potwierdzony fakt z życia Chmielnickiego to jego udział w bitwie pod Cecorą (1620); zginął w niej jego ojciec, a on sam (wraz ze Stanisławem Koniecpolskim) dostał się do niewoli tureckiej, w której to prawdopodobnie nauczył się krymskotatarskiego i podobno tureckiego. Z niewoli w Stambule po dwóch latach prawdopodobnie uciekł (choć są i inne hipotezy – wykupiła go matka, król Zygmunt III Waza za zasługi ojca, przyjaciele rodziny). Po powrocie na Ukrainę naddnieprzańską osiadł w Subotowie nad Taśminą (niemal naprzeciw Czehrynia), gdzie parę lat wcześniej ojciec postawił chutor.
Około roku 1625 ożenił się z Anną, siostrą Jakyma Somki, bogatego Kozaka perejasławskiego, który dorobił się na handlu. Miał z nią liczne potomstwo, o czym mówi zapis w bezimiennym diariuszu: „Z obozu pod Białopolem d. 14 October r. 1651. Zjechała się była wszystka rodzina Chmielnickiego, żona z dziatkami, cztery córki już dorastające i synów dwóch młodszych, a trzeci ten Tymoszek starszy”. Synami B. Chmielnickiego byli m.in.: Tymofiej (1632–1653) i Jerzy (1641–1685).
W 1637 został pisarzem wojska zaporoskiego (jako taki podpisywał 24 grudnia kapitulację powstania kozackiego Pawluka po klęsce pod Kumejkami i posłował do Warszawy jako członek delegacji kozackiej mającej prosić sejm o łaskawe potraktowanie upokorzonych Kozaków), a po ugodzie w Masłowym Stawie został setnikiem kurenia czehryńskiego. Zetknął się tam z mianowanym po śmierci hetmana Stanisława Koniecpolskiego podstarościm Danielem Czaplińskim, który w jakiś czas później dokonał zajazdu i zagrabił chutor Chmielnickiego Subotów – nadany ongiś Michałowi Chmielnickiemu przez Jana Daniłowicza. Stanisław, a później Aleksander Koniecpolscy mieli nadane przez króla po Daniłowiczu starostwo czehryńskie. Podobno zarówno Michał Chmielnicki, jak i jego syn Bohdan, zaniedbali formalności dotyczące prawnego statusu swej posiadłości, w poczuciu bezpieczeństwa, jakie pierwszemu dawało stanowisko, a drugiemu protekcja Koniecpolskiego. Po śmierci hetmana nowy podstarości wykorzystał to do zaboru stworzonej przez Chmielnickich posiadłości.
Czapliński podobno uwiódł także drugą, młodą żonę Chmielnickiego i próbował zabić syna, a na niego samego zorganizował zamach. Chmielnicki szukał bezskutecznie sprawiedliwości w polskich trybunałach, a nawet u króla. Podczas pobytu w Warszawie Chmielnicki uzyskał przywilej monarszy (wystawiony 22 lipca 1646), nadający mu oficjalnie majątek Subotów. Przywilej nie został wyegzekwowany wskutek intryg Czaplińskiego, który spreparował dokumenty, świadczące o tym, że majątek ten był wcześniej prywatną własnością hetmana Koniecpolskiego (a więc król nie miał prawa nią dysponować).
Prawie na pewno nie był nigdy we Francji, co sugerowali niektórzy historycy rosyjscy i ukraińscy w XIX i XX wieku, przypisujący mu nawet udział w oblężeniu Dunkierki w 1645 roku. W tym czasie był zresztą Chmielnicki głęboko zaangażowany w plany wojenne króla Władysława IV, który wespół z hetmanem wielkim koronnym Stanisławem Koniecpolskim i kanclerzem wielkim koronnym Jerzym Ossolińskim opracowywał plan wojny z Chanatem Krymskim (i jego wcielenie do Rzeczypospolitej), przy założeniu wojny z Imperium Osmańskim (zwierzchnikiem Chanatu) i zaangażowanie w tę wojnę Kozaków zaporoskich. Do projektu dopuszczeni zostali – ze strony kozackiej – atamani Barabasz i Nestorenko oraz setnik Chmielnicki.
Plany utrzymywane były w ścisłej tajemnicy i wyszły na jaw dopiero po wybuchu powstania na Ukrainie. Na sejmach konwokacyjnym i elekcyjnym roku 1648 domagano się ujawnienia działań króla i kanclerza, podejrzewając, że to oni doprowadzili do powstania.

### Hetman

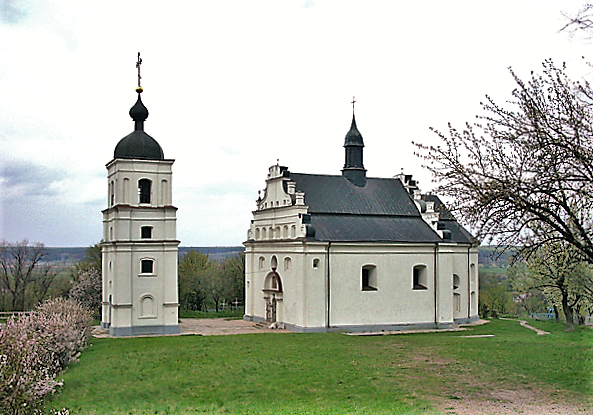
Wzniesiona przez Chmielnickiego cerkiew św. Eliasza w Subotowie

Plan wojny z Turcją po śmierci Koniecpolskiego w 1646 upadł na sejmie wobec oporu szlachty (wspieranej przez wrogich królowi magnatów) przejawiającej nastroje pacyfistyczne i obawiającej się wzmocnienia władzy królewskiej. Wobec bezskutecznego szukania sprawiedliwości na drodze prawnej, czy nakazu królewskiego w sporze z Czaplińskim (osłanianym przed królem i sądami przez swego możnego protektora – Aleksandra Koniecpolskiego), wykradł osobiście przechowywane przez Barabasza kopie listów królewskich z zapowiedzią zorganizowania wyprawy na Turcję (i deklarujących w związku z tym zwielokrotnienie rejestru kozackiego) i zbiegł w grudniu 1647 roku na Sicz. Wbrew pozorom ucieczka niewiele miała wspólnego z doznaniem osobistych krzywd. Chmielnicki został oskarżony o próbę zorganizowania kozackiej chadzki morskiej, a to w myśl obowiązujących praw oznaczało zdradę króla i Rzeczypospolitej.
Tam – szermując hasłami wyzwolenia spod władzy magnatów sprzeciwiających się woli królewskiej – przejął władzę i stanął na czele powstania jako hetman kozacki (w korespondencji z organami państwowymi tytułował się jednak tylko jako starszy wojska zaporoskiego). By wzmocnić swe siły, wszedł w sojusz z chanem, który wspomagał go (z przerwami) aż do ugody perejasławskiej (1654) i najazdu Rosji na Rzeczpospolitą, gdy nastąpiło odwrócenie sojuszy (chan stał się sojusznikiem Rzeczypospolitej).
Po śmierci w roku 1648 Władysława IV Wazy poparł kandydaturę zabiegającego o ugodę z Kozakami brata zmarłego króla, Jana Kazimierza, w staraniach o elekcję na tron Rzeczypospolitej. Po szeregu ciosów zadanych wojskom polskim, a szczególnie po bitwie pod Piławcami w 1649 roku podjął ideę utworzenia państwa kozackiego i zbudował jego struktury – Hetmanat, ze stolicą w Czehryniu. Przekonany o słabości Rzeczypospolitej i o własnej potędze zawierał liczne i często sprzeczne ze sobą sojusze (z Republiką Wenecką, Carstwem Rosyjskim, Chanatem Krymskim i Imperium Osmańskim). Opierał się na strukturach wojska zaporoskiego w sile ok. 80 tys. ludzi, na czele którego stał on sam i jego najbliższe otoczenie, kolejną pozycję zajmowała starszyzna kozacka, natomiast reżim karny spoczywał na pułkach kozackich pobierających od chłopów i mieszczan podatki oraz ściągających kontrybucje. Chmielnicki prowadził chwiejną i nie rokującą nadziei na trwałe efekty politykę, zarówno w stosunku do Rzeczypospolitej, jak i Rosji, Krymu czy Turcji, z którego to powodu jego dalekosiężne zamierzenia nigdy się nie ziściły, przyczyniły się do tego także późniejsze kroki podejmowane przez jego następców. Należy jednak przyznać, że był jednym z pierwszych kozackich wodzów, w których głowach rodziła się myśl o niepodległości.

### Powstanie

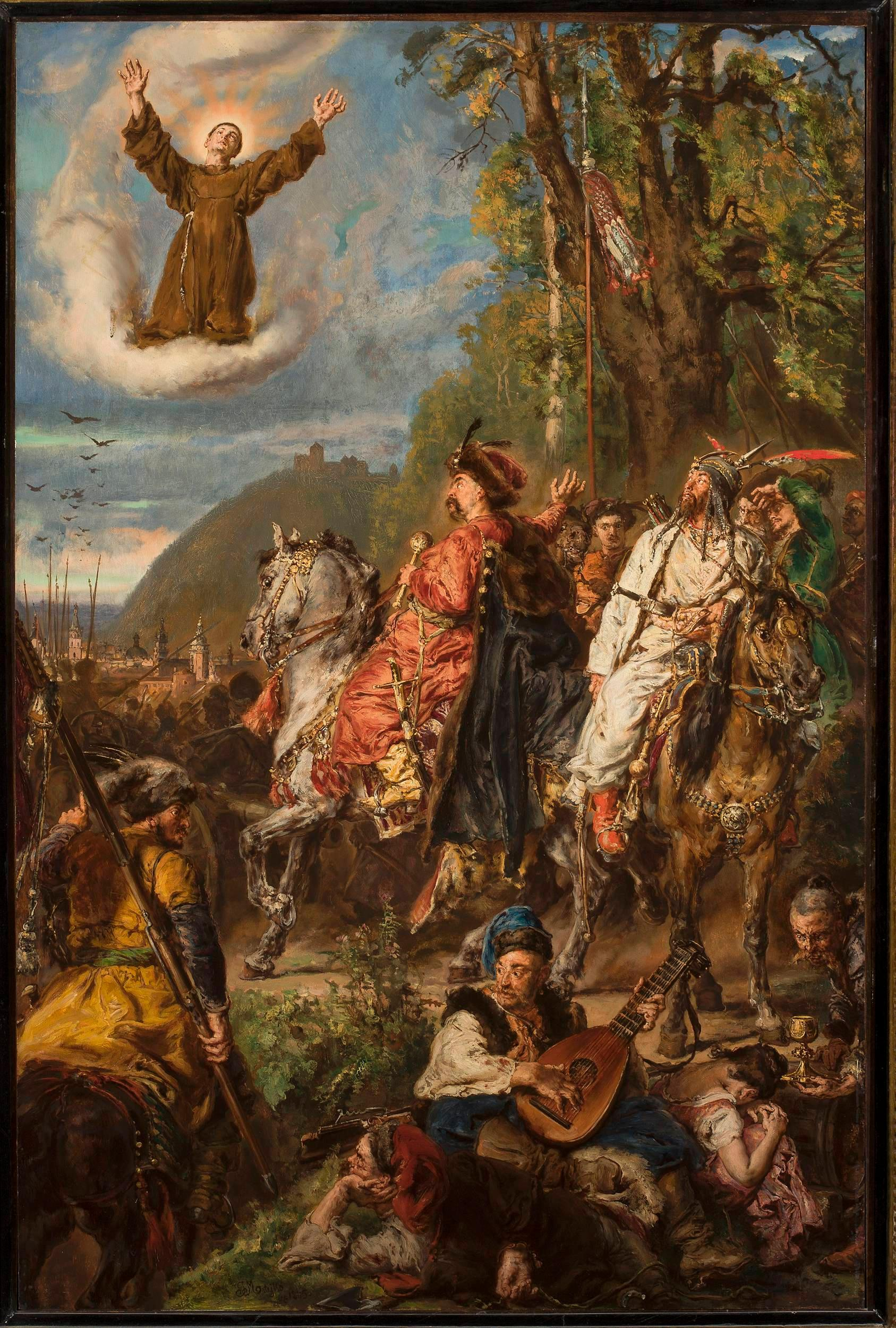
Bohdan Chmielnicki i Tuhaj-bej pod Lwowem, obraz Jana Matejki (na obłoku unosi się św. Jan z Dukli)

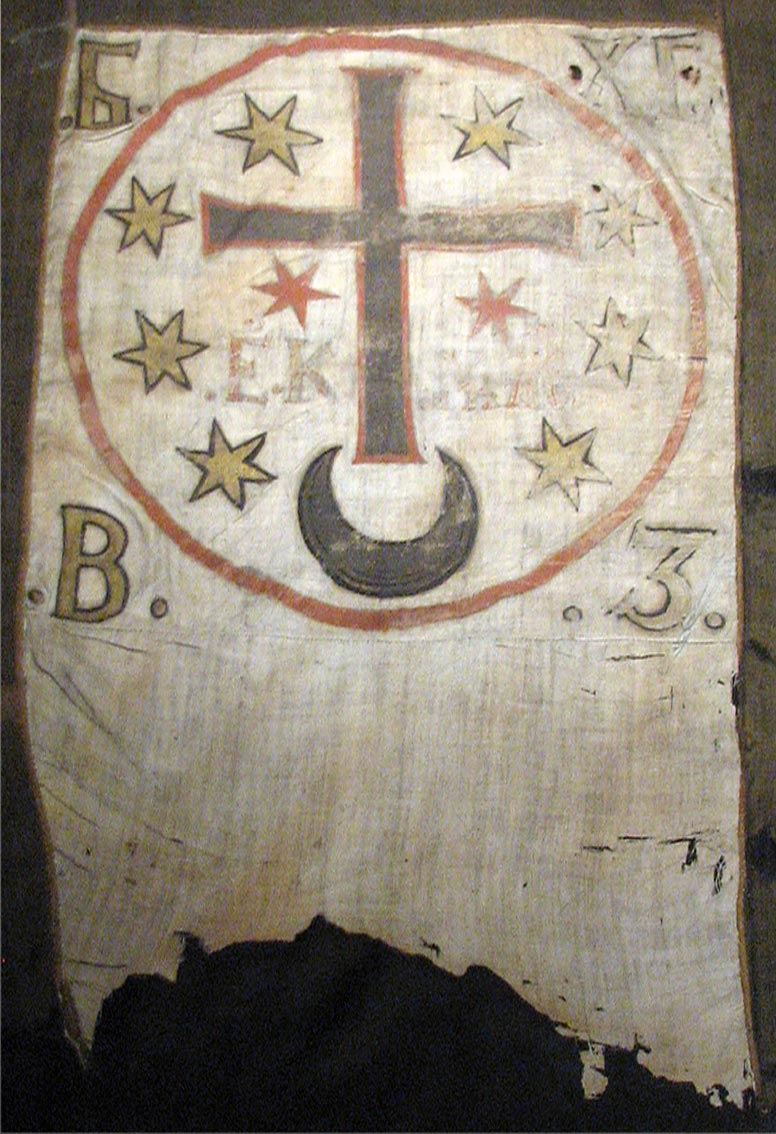
Sztandar Chmielnickiego znajdujący się w Sztokholmie

Powstanie, które wybuchło wiosną 1648, nie przyniosło – mimo początkowych sukcesów – Ukrainie niezależności ani odrębnego statusu w ramach Rzeczypospolitej. Chmielnicki odniósł sukcesy, pokonując wojska koronne nad Żółtymi Wodami, pod Korsuniem i Piławcami, ale już w 1649 zostały odparte ataki jego wojsk (w sojuszu z chanatem krymskim) na Zbaraż, aż wreszcie – po nierozstrzygniętej bitwie pod Zborowem – doszło do ugody sankcjonującej utworzenie Hetmanatu (autonomicznej kozackiej struktury terytorialnej w ramach Rzeczypospolitej), a której postanowień ostatecznie ani Rzeczpospolita, ani Chmielnicki nie dotrzymali. W 1651 przegrał bitwę pod Beresteczkiem i w Białej Cerkwi podpisał nową ugodę, ograniczającą prawa Kozaczyzny, której warunki ponownie nie zostały dotrzymane.
Po kolejnym wznowieniu działań wojennych, bitwie i rzezi elitarnych żołnierzy polskich pod Batohem w 1652 szansa na porozumienie z Rzecząpospolitą przepadła, Chmielnicki szukał więc potężnego sojusznika i w 1654 r. zawarł z carem Rosji ugodę perejasławską, oddając Ukrainę w poddaństwo cara. Stał na czele Rady Perejasławskiej. Car powołując się na swą władzę absolutną (samodzierżawie), odmówił zaprzysiężenia ugody wobec Kozaczyzny, natomiast bezzwłocznie wprowadził rosyjski garnizon wojskowy do Kijowa, budując w mieście cytadelę. Dokonał też spisów podatkowych ludności Hetmanatu. Ugoda doprowadziła w konsekwencji do zajęcia znacznej części Naddnieprza (całe lewobrzeże z Kijowem) przez wojska rosyjskie i wieloletniej, wyniszczającej wojny z Rzecząpospolitą. W tym czasie od Chmielnickiego odeszli Tatarzy krymscy, dla których Rosja była znacznie poważniejszym przeciwnikiem niż Rzeczpospolita. W 1655 pobity przez wojska polskie Piotra Potockiego i Tatarów chana Mehmeda IV Gireja w bitwie pod Jezierną, zmuszony został do uznania zwierzchności Rzeczypospolitej nad Ukrainą Prawobrzeżną, co jak wykazała przyszłość, było kolejnym wymuszonym ustępstwem taktycznym.
Po próbach ograniczenia swobód kozackich przez Moskwę zaczął poszukiwać zagranicznych sprzymierzeńców, chcących poprzeć plany utworzenia autonomii na Ukrainie. Nawiązał w tym celu kontakty ze Sztokholmem, Berlinem i z dworem księcia Rakoczego w Siedmiogrodzie. Po podpisaniu między Rzecząpospolitą a Carstwem Rosyjskim układu w Niemieży (3 listopada 1656), przewidującego między innymi wybór cara rosyjskiego na tron polski, utwierdził się w przekonaniu, iż porozumienie to stanowi istotne zagrożenie dla pozycji Hetmanatu. Była to jedna z głównych przyczyn tego, że wraz z Karolem X Gustawem, Fryderykiem Wilhelmem, Bogusławem Radziwiłłem oraz księciem Jerzym Rakoczym podpisał dnia 6 grudnia 1656 traktat w Radnot, przewidujący rozbiór Rzeczypospolitej. Porozumienie nie zostało zrealizowane, a sam Chmielnicki nigdy nie zdecydował się na całkowite zerwanie związków z Rosją. Pod koniec życia próbował odnowić kontakty z Rzecząpospolitą, a jego współpracownicy i wyznaczeni następcy (Iwan Wyhowski) podjęli politykę, która doprowadziła do zawarcia w roku 1658 unii hadziackiej.
Rzeczpospolita, która na skutek powstania Chmielnickiego utraciła znaczną część swego potencjału obronnego, w kolejnych wojnach ze Szwecją, Rosją, Siedmiogrodem i Turcją wyczerpała się na tyle, że przed jej rosnącymi w siłę sąsiadami otworzyła się możliwość skutecznego wykorzystania tej słabości.

### Śmierć
Bohdan Chmielnicki zmarł 6 sierpnia 1657, podczas potopu szwedzkiego, z powodu wylewu krwi do mózgu na wieść o fiasku wyprawy Rakoczego przeciwko Polsce.

## Czasy Chmielnickiego

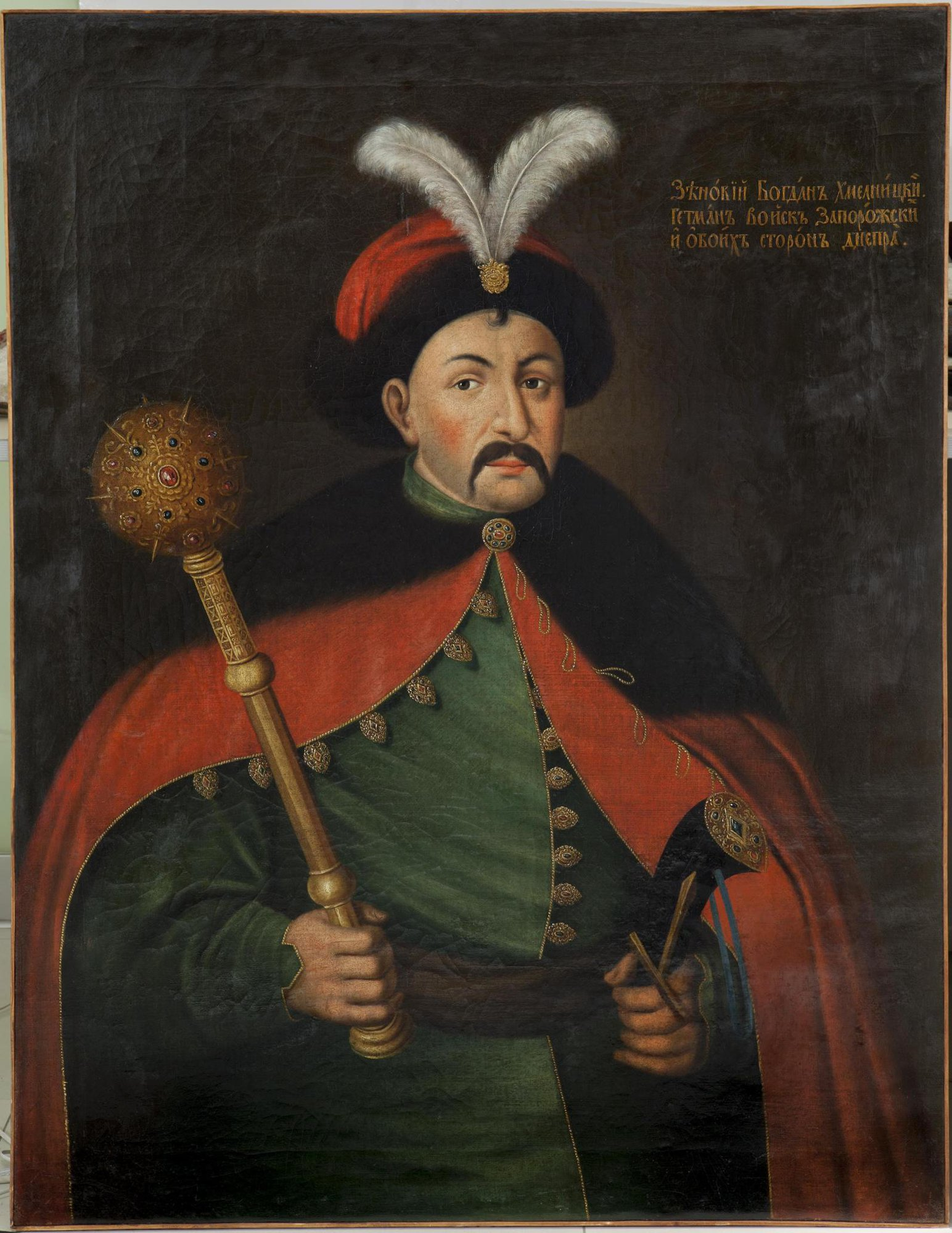
Portret Bohdana Chmielnickiego (ze zbiorów Państwowego Muzeum Historycznego w Moskwie)

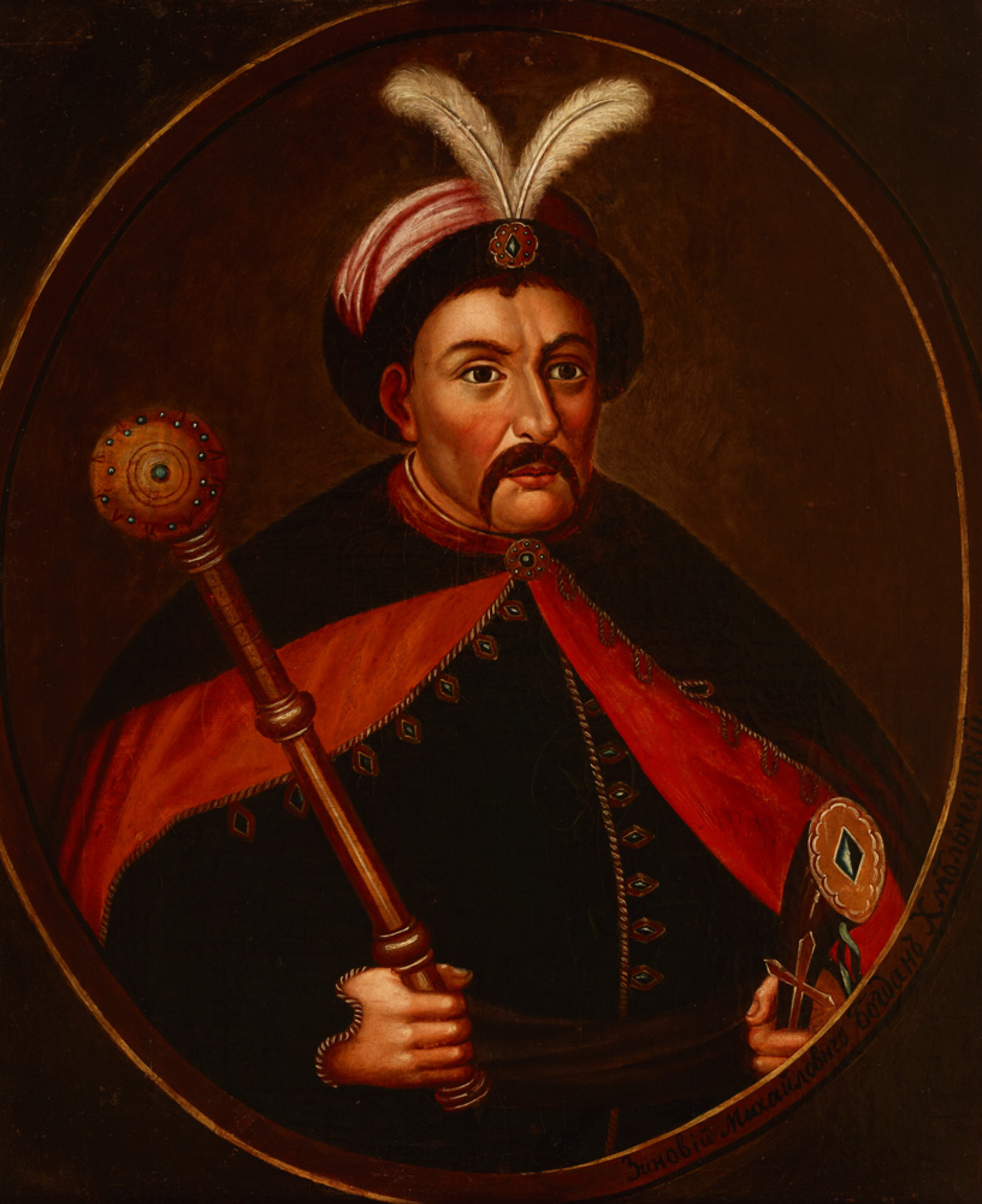
Portret Bohdana Chmielnickiego, koniec XVIII wieku, Muzeum Narodowe w Krakowie

Czasy, w których żył i działał Bohdan Zenobi Chmielnicki, charakteryzowały się na Ukrainie znaczną ilością najazdów tatarskich, wojen z Turcją i Rosją. Ziemie te, znajdujące się w dużej mierze w rękach „królewiąt” zarówno rodzimego, jak i polskiego pochodzenia, zamieszkiwał od stuleci lud, który przyzwyczajony do szerokich wolności, a jednocześnie buntujący się ze względu na wzrastający ucisk pańszczyźniany gotowy był do chwycenia za broń. Szlachta i magnaci (nawet ci, którzy nie stanowili elementu napływowego) oraz Żydzi byli uważani za wyzyskiwaczy, tym więcej, że tuż pod bokiem istniała wolna i niezależna od nikogo Sicz Zaporoska, a w miastach i zamkach rezydowali Kozacy – posiadający cechy odrębnego stanu Rzeczypospolitej, w rozumieniu ludności wiejskiej mieszczący się gdzieś między szlachtą a chłopami.
Chłopi ukraińscy widzieli te dysproporcje i wiedząc, że nie mają szans na dostanie się do stanu szlacheckiego, liczyli na pomoc swojego sprzymierzeńca – Kozaczyzny. Dlatego, gdy Chmielnicki przystąpił do działań zbrojnych, pod jego sztandary napłynęły rzesze „czerni”, czyli miejscowego chłopstwa. Hetman zaporoski rósł w siłę zarówno dzięki wojskom kozackim, jak i dzięki zasileniu przez chłopstwo. Przypuszczać należy, że nie do końca rozumiał wagę problemu sam hetman, który nie doceniał siły ludowego powstania, a – być może – także się go obawiał. Ostatecznie utworzenie niezależnego bytu na ziemiach ukrainnych pozostało niezrealizowane. Długoletnia wojna Rzeczypospolitej z Carstwem Moskiewskim, do której doszło w konsekwencji ugody perejasławskiej, doprowadziła ostatecznie do wyczerpania stron i podziału zrujnowanego Naddnieprza między Rzeczpospolitą a Rosję. Utrata lewobrzeżnej Ukrainy była dla Rzeczypospolitej porażką; dla Kozaczyzny zaporoskiej był to początek końca, do którego ostatecznie doszło w 1775, gdy Katarzyna II zburzyła Sicz, zlikwidowała kozackie wojsko zaporoskie i zakazała używania jego nazwy.

## Upamiętnienie
Jego postać przedstawiono na ukraińskich banknotach o nominale 5 hrywien pierwszej (1996), drugiej (1997) i trzeciej (2004) serii, a także monecie o nominale 5 hrywien (2019).